# 인천 수돗물 유충 사태
인천 수돗물 유충 사태(仁川水道-幼蟲事態)는 2020년 7월 1일 계양구에서 최초로 유충이 검출되는 것을 필두로 하여 서구의 공촌정수장과 부평정수장을 각각 쓰는 인천 북부권 일원을 중심으로 수돗물에 유충이 발견되는 사건을 가리킨다. 해당 사건이 옹진군을 제외한 인천 전 지역과 경기도 시흥시 및 화성시, 수원시의 일부 지역에서도 검출되었던 것으로 드러나고 있지만, 이후에는 서울특별시, 부산광역시의 각 자치구 등지로 확대되어 있는 추세여서 수돗물 유충 사태가 전국으로 확산 조짐에 이르는 상태이기도 하다.

## 개요
인천에서는 2019년 상반기 이래 계속되는 붉은 수돗물 사태를 겪어야 하는 서구와 강화군 등 서북부 지역을 중심으로 피해가 계속 보고되었던 사례가 있었으나, 훗날 수돗물에 유충이 검출되는 사례가 계양구에서 깔따구 종류로 추정되는 유충이 최초로 보고되자, 290만 인천 시민들의 식수원 오염 문제가 1991년 낙동강 페놀 오염 사건을 떠올릴 정도로 드러나고 있는 것으로 전해졌다. 인천광역시상수도사업본부에 따르면 2020년 7월 13일 발표된 문건을 보면, 지난 7월 9일부터 5일 내내 인천 서구 일원을 중심으로 "수돗물에 유충이 검출되었다."라는 신고 전화가 접수됨에 따라 당하동, 왕길동, 원당동 등지에서 잇따라 수돗물 유충 관련 민원이 계속 접수되었고, 수돗물 속에서 살아있는 유충이 발견된 곳도 역시 존재한다. 7월 14일 인천광역시는 전 정수장에 걸쳐 긴급 조치가 내려짐에 따라 수돗물 음용을 즉시 중지하는 대신 무상으로 지원하게 되어 있는 먹는 샘물을 보급하라고 지시하였다. 그리고 7월 15일에는 부평구, 남동구, 강화군 등지에서도 수돗물에 유충이 검출되었다는 신고 접수 역시 보고된 바 있다. 7월 16일에는 인천 이외의 다른 지역에서 수돗물에 깔따구 유충이 검출된 사례가 보고되자, 경기도 시흥시와 화성시에서도 수돗물에 유충이 발견되었다. 해당 수돗물은 주로 연성정수장, 용인 수지정수장, 화성 석우배수지, 매송정수장, 마도배수지 등으로부터 물을 주로 공급해 오고 있었다. 시흥시는 아파트에서 보고되었고 화성시는 마도면 소재 직업교도훈련소와 동탄동의 동탄1신도시 아파트 등지에서 발견된 사례가 있었다. 또한 비슷한 시기에는 인천광역시의 중구, 동구, 미추홀구 그리고 연수구 등지에서도 유충 관련 민원 신고가 접수되자 유충 검출 민원 사례 194건 중 90곳만 실제 유충이 발견되었고 30건은 유충이 발견되지 않았으며, 74곳은 현장 확인 조사가 진행중인 상태이다. 또한 인천광역시의 수돗물 유충 관련 민원 접수가 보고된 횟수만 하여도 무려 253건에 이른다. 그러나 서구 110곳과 영종 1곳 등 111곳에서만 집중적으로 수돗물에 깔따구 유충이 검출된 사례가 있었다. 다만 79곳은 유충이 발견되지 않은 상태인 반면 63건은 정밀 조사를 위해 확인중에 있다. 그래서 기존의 공촌정수장에 있던 활성탄 여과지를 중심으로 깔따구 유충이 수도관에 잔류하였다가 조사 대상 확대 과정에 따라 추가적으로 발견되었던 상태로 드러난다. 또한 수원시에서도 수돗물 유충 사태 역시 벌어지기도 하였다. 그러나 수원에서도 수돗물 검사를 요청받아야 할 시민들이 평상시 대비 10배 이상 급증하기도 하였으며, 이유는 정수장에 있는 문제의 활성탄 여과지가 주요 원인으로 결론지은 사실로 드러난다.

## 발생 원인
대다수의 시민, 주민 등은 정보가 잘 모르게 되는 경우가 허다하게 많은 것으로 드러나고 있으나, 이번 인천 수돗물 유충 사태는 고인 물을 위주로 발생시킨 것으로 추정한 것으로 결론지었다. 그러나 발견되어 있는 유충들은 보통 여름철에 기온이 상승하게 되면 물탱크에 고인물이 있는 곳에서 발생되어 있는 상태로 결론한다. 또한 서구에 있는 수돗물 유충 2종 모두 해당 정수장을 통해 공급받고 있는 성충과 동일한 것으로 추정되며, 정수장을 통해 일어난 깔따구 유충이 수돗물, 수도관 등을 거쳐서 유출시켰던 것으로 보이게 된다. 그래서 이번 유출 사태에 따라 357건의 민원 접수 중 128곳에서만 유충이 검출된 사실로 드러나고 있다.
8월 10일 인천시와 한강유역환경청이 공촌-부평 정수장 수돗물 유충사고 중간조사 결과를 내놓았다. 유충이 생긴 원인은 활성탄 지 건물 내부로 깔따구 성충이 들어와 번식하였기 때문이다. 7월 13일, 18일부터 공촌정수장 활성탄 흡착지, 부평 정수장 제1정수 계통 활성탄 지 운전을 중단하고 수돗물 공급을 표준정수처리로 전환한 뒤, 기존 활성탄 지 10개 중 6개 활성탄을 빼낸 후 완전히 세척한 결과, 8월 7일 이후 유충이 발생하지 않고 있다.

## 유충 정보
유충은 깔따구과에 속한 곤충들이 이번에 인천과 경기도 일부 지역에 검출된 수돗물 유충인 것으로 잠정 결론지었다.

## 유사 사건
인천에 있었던 이전 사건이었던 붉은 수돗물 사태에 관한 건은 팔당호에서 한강을 통해 방류된 물줄기의 오염도가 인천까지 유입시켰던 사건이 있었던 것으로 전해진 것으로 보인다. 이 사건의 여파로 인해 수돗물 문제를 일으켜서 은폐를 부린 관련 공무원들이 기소된 바 있었다.

## 사후 대책
전국의 모든 정수장들을 중심으로 수돗물에 깔따구 유충이 형성되지 못하게 깔따구의 알을 제거하기 위해 수도관이나 활성탄 여과지 등을 중심으로 유충의 생성을 억제해야 하고 물탱크도 역시 철저히 관리하기 위해 수질 개선 정책에 따라 안심하고 수돗물을 이용할 수 있도록 모든 시민들에게 적극적으로 홍보해야 할 필요성이 있기 때문이다. 이번 유충 파동으로 인해 수돗물 사용하기가 점차 기피하게 되는 일이 늘어나는 등 생활 불편은 인천 붉은 수돗물 사건의 시즌2를 능가할 정도여서, 수질 관리를 철저히 하기 위해 한국수자원공사, 환경부 등 관련 유관 기관과의 협조도 물론 필요하게 된다.

## 같이 보기
- 인천 붉은 수돗물 사건
- 박남춘